# تضخم العقد اللمفية
تضخم العقد اللمفية (بالإنجليزية: Lymphadenopathy)‏ هو مصطلح بمعنى (مرض العقد المفاوية). بيد أنه يستخدم مرادف «تورم / تضخم العقد اللمفاوية». قد ينجم عن عدوى، أمراض المناعة الذاتية أو الخباثة. يسمى التهاب الغدد اللمفاوية بالتهاب العقد الليمفاوية. في الممارسة العملية، نادرا ما يتم التمييز بين اعتلال أو تضخم العقد اللمفية والتهاب العقد اللمفية. (يسمى التهاب القنوات الليمفاوية بالتهاب الأوعية اللمفية.)
أما التهاب العقد اللّمفية المعدي الذي يصيب العقد اللمفية في الرقبة فيُدعى تورّما التهابيا سلّي المنشأ.
يأتي مصطلح (Lymphadenopathy) من كلمات (Lymph و Adeno) من المعنى اليوناني: الغدّة، و (pathy) من المعنى اليوناني: المرض.
وجود تضخّم للعقد اللمفية هو علامة مهم جدا بسبب شيوعها في حالات فيروس نقص المناعة البشرية (HIV) وحتى الحالات المتأخرة غير المعالجة من العدوى، متلازمة نقص المناعة المكتسبة (AIDS)، بسبب ارتفاع احتمالية حدوثها المميزة.

## الأنواع

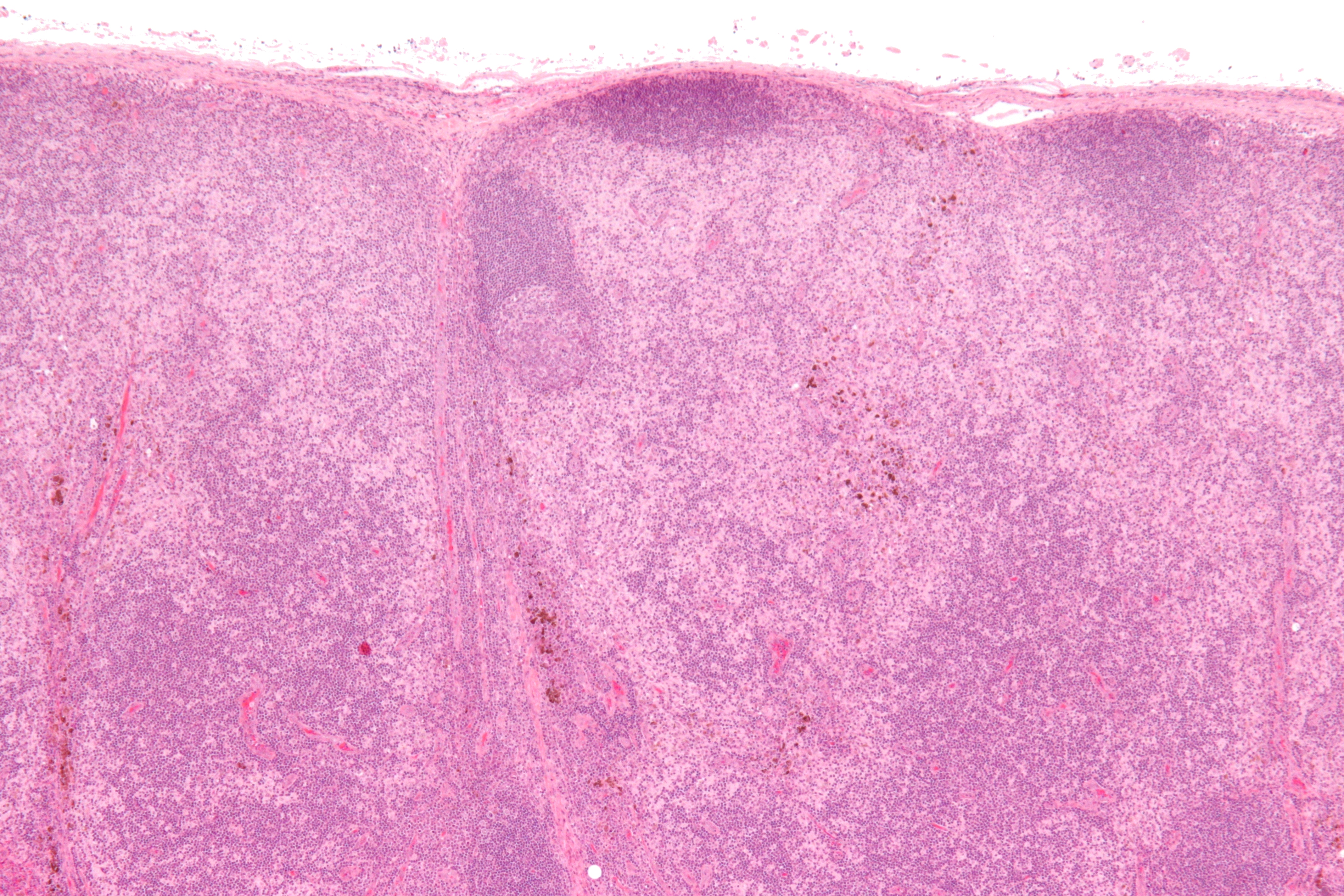
اعتلال غدد لمفية مرتبط باعتلال الجلد

- تضخّم عقد لمفيّة موضعي: حيث تكون العدوى موضعية في بقعة معينة. فمثلا عدوى في نقطة معينة في فروة الشعر ستسبّب انتفاخا في عقد الليمف في الرقبة على نفس الجهة.
- تضخم عقد لمفيّة عامّ: ويكون في حالات العدوى المجموعيّة. مثل الإنفلونزا أو مرض الزهري الثانوي.
- أما في حال استمرار هذه العدوى والتضخم لفترة طويلة فتدعى: تضخم عقد لمفية عام مستديم، ويكون أحيانا بلا سبب ظاهر.
- تضخم عقد لمفيّة مرتبط باعتلال الجلد: ويكون مع أمراض الجلد.

## الأسباب
يُعتبر تضخم العقد اللمفية علامة شائعة للأمراض المعدية والمنيعة للذات والخبيثة كذلك. من الأمثلة:
- تفاعليّة: عدوى حادّة بكتيريّة أو فيروسيّة أو مزمنة، مثل التهاب العقد اللمفيّة السلّي[4] و مرض خدش القطة.[5]
  - في الطّاعون الدبليّ (طاعون دبلي)، أكثر العلامات تحديدا للمرض هي وجود انتفاخ حادّ في واحدة أو أكثر من العقد اللمفية، بحيث تخرج مندفعة من الجلد. هذه المندفعات عادةً ما تصبح نخريّة أو تنفجر.[6]
  - في مرض كثرة الوحيدات العدوائية (كثرة الوحيدات العدوائية) وهو عدوى فيروسية حادة تنتج من فيروس إبشتاين-بار، ويكون هناك تضخم في العقد اللمفية الرّقبية.[7]
  - يحدث تضخم كذلك في الجمرة الخبيثة ٲو ٲنثراكس [8] وداء المثقبيات الأفريقيّ البشريّ[9]
  - في داء المقوّسات (داء المقوسات)، يحدث تضخم عام للعقد اللمفية.[10]
  - داء كاسلمان مرتبط ب عدوى فيروس الهربس المرتبط بساركوما كابوزي وفيروس العوز المناعي البشري.[11][12]
  - في العدوى الفيروسية المجموعية، يحدث تضخم للعقد اللمفية وتأتي شائعةً كأعراض التهاب الزائدة الدودية.[13][14]

ويمكن أن تشمل الأسباب المعدية الأقل شيوعاً لاعتلال العقد اللمفية الالتهابات البكتيرية مثل مرض خدش القطة، حمى الأرانب، الحمى المالطية، أو بريفوتيلا.
- ورميّة:
  - أولية: لمفومة هودجكن.[15] أو لمفومة غير هودجكن تسبّب اعتلالا في الغدد اللمفية في كل أو بعض العقد اللمفية.[10]
  - ثانوية: ورم أرومي عصبي[16]، انتشار من ورم أولي، ابيضاض اللمفاويات المزمن.[17]
- الأمراض المنيعة للذات:
  - الذئبة الحمامية المجموعية[18] (SLE) والتهاب المفاصل الروماتويديّ قد يسببان اعتلالا في الغدد اللمفية.[10]
  - اعتلال الغدد اللمفية العام هو علامة مبكرة في عدوى فيروس نقص المناعة البشريّ، «متلازمة اعتلال العقد اللمفية» استخدمت لوصف مرحلة الأعراض الأولى من تطور فيروس نقص المناعة البشرية، وذلك قبل تشخيص مرض الإيدز.[19]
  - عضّات بعض الأفاعي تسبّب اعتلالا أيضا للغدد اللمفية، مثل أفعى الحفرة.[20]
- أسباب مجهولة: مرض كيكوشي.[21] والساركويد ومرض روساي-دورفمان[22] ومرض كاواساكي[23] ومرض كيمورا[24]داء كاسلمان، التحول التدريجي للمراكز الجرثومية.

## اعتلال الغدد اللمفية الحميد التفاعليّ
اعتلال الغدد اللمفية الحميد هو أمر شائع في عينات الخزعة، ومن الممكن أن يُخلط بينه وبين اللّمفومة الخبيثة. ويُقسم هذا الاعتلال إلى أنماط شكلية رئيسة، كلّ ومعه تشخيص محدد. معظم حالات تضخم الحويصلة من السهل تشخيصها، ولكن قد يتم الخلط بين بعض الحالات مع سرطان الغدد الليمفاوية الحويصلي. ثمّة 6 أنواع منفصلة من اعتلال الغدد اللمفية الحميد، وهذا التصنيف مهم جدا للتشخيص ومعرفة السبب.
- أكثر هذه الأنواع شيوعا هو فرط النسّج الجريبيّ.[7]
- Paracortical تضخم / التضخم البيني: وتلاحظ في الالتهابات الفيروسية، والأمراض الجلدية، وردود الفعل غير المحددة.
- التفاعلات الغير محددة.
- داء النوسجات الجيبية: وتلاحظ في الغدد الليمفاوية، مواقع صرف الغدد اللمفية في الأطراف، والآفات الالتهابية، والأورام الخبيثة.
- النخر واسعة العقدية.
- التهاب الحبيبي العقدي.
- تليف واسع النطاق العقدي إطار النسيج الضام.
- ترسب العقدي من المادة الخلالية.